# Howard Mayer Brown
Howard Mayer Brown (Los Angeles, 13 aprile 1930 – Venezia, 20 febbraio 1993) è stato un musicologo statunitense.

## Biografia
Brown si laureò all'Università di Harvard nel 1951 sotto la guida di Walter Piston e Otto Gombosi. Studiò privatamente canto e diversi strumenti, tra cui il flauto, e la direzione d'orchestra, dedicandosi anche all'attività concertistica.
Insegnò in varie università degli Stati Uniti e della Gran Bretagna. Coltivò con particolare interesse la musica del Rinascimento, dedicando gran parte del proprio tempo al suo studio e a quello delle fonti, pubblicando numerose edizioni sull'argomento. Brown fu un coltissimo musicologo, insegnante modello e mentore, e dispensò generosamente consigli e materiali a tutti coloro che gliene fecero richiesta. Donò la sua grande biblioteca di libri moderni e riviste in lingua inglese all'Università di Bologna. Alla sua morte, lasciò i suoi scritti, il suo vastissimo archivio personale di microfilm, libri e musica all'Università di Newberry a Chicago.

## Opere
- Music in the French Secular Theater, 1400–1550 (dissertation Harvard U., 1959; publ. Cambridge, MA, 1963)
- Instrumental Music Printed Before 1600: a Bibliography (Cambridge, MA, 1965)
- (with J. Lascelle) Musical Iconography: a Manual for Cataloguing Musical Subjects in Western Art before 1800 (Cambridge, MA, 1972)
- Sixteenth-Century Instrumentation: the Music for the Florentine Intermedii (1973)
- Embellishing Sixteenth-Century Music (London, 1976)
- Music in the Renaissance (Englewood Cliffs, NJ, 1976)
- con Stanley Sadie, Performance Practice, i: Music before 1600 (London, 1989); ii: Music after 1600 (1989)